# EvCon
EvCon est une entreprise allemande spécialisée dans la  fabrication de membranes et de stations de production d'eau ultra pure, utilisée dans l'industrie pharmaceutique, des semi-conducteurs, l'agroalimentaire, le traitement des eaux usées des différentes industries et le dessalement de l'eau de mer.

## Historique
EvCon a été fondée en 2016 par l'industriel Issad Rebrab et l'ingénieur Wolfgang Heinzl, elle est une filiale du groupe Cevital. 
En juin 2018, EvCon a exposé la station de production d'eau ultra pure d'injection UPW 1.0 au Salon international de l'innovation Achema, organisé du 11 au 15 juin 2018 à Francfort, en Allemagne. 
En septembre 2018, EvCon a exposé la station UPW1.0 au salon Maghreb Pharma Expo 2018, organisé du 17 au 19 septembre à Alger. 
Le 7 novembre 2018, le site de Charleville-Mézières, dans les Ardennes est inauguré par Emmanuel Macron, en présence d'Issad Rebrab et des représentants de la région.

## Polémique

### Blocage des équipements en Algérie
En juillet 2018, EvCon Algérie importe un équipement de dernière technologie fabriqué exclusivement pour l'unité d'EvCon, l'équipement est acquis sur fonds propres. 
EvCon Algérie fait une déclaration au niveau des douanes de l'équipement d'une valeur de 2 915 000 euros. L'équipement est bloqué au niveau du port par la direction générale des douanes, qui soupçonne une éventuelle « surfacturation ».
L'expert judiciaire désigné par le tribunal d'Alger a conclu que la valeur de l'équipement importé est estimée à 1 010 000 euros, soit une différence de 1 905 000 euros. 
EvCon Algérie fait appel et demande la désignation d'un nouvel expert, ce que la direction des douanes refuse.